# Камінський Віктор Кирилович
Віктор Кирилович Камінський (1808 - 1865) - російський письменник, педагог.

## Біографія
Закінчив курс у гімназії князя Безбородка через три роки після Гоголя — в 1831 році. Захоплюючись математикою, він відмовився від кращого місця, що представлявся йому, щоб вступити викладачем улюбленого предмета; у 1834—1850 роках служив у Новгородському та Полтавському кадетських корпусах.
Зіпсоване здоров'я змусило його залишити службу, він виїхав за кордон, де здоров'я його поліпшилося і дало йому можливість розпочати тривалу подорож на Схід, описане ним у книзі «Спогади шанувальника Св. Землі» (СПб., 1855; друге видання 1856; третє - 1859). Здійснивши другу подорож до Єрусалиму, Сирії та Аравії, він помер у Єрусалимі під час третього свого перебування там; похований на Сіонській горі.

## Публікації
- Каминский В. К. Воспоминания поклонника святого гроба : Ч. 1-2. — СПб. : тип. Э. Веймара, 1859. — 699 с.
- Каминский В. К. Воспоминания поклонника Святой Земли. — СПб. : тип. А. Дмитриева, 1855. — 281 с. ||  — 2-е изд. — 1856. — 313 с.